# Одинск
Одинск (бур. Одон) — село в Ангарском городском округе Иркутской области России. Находится в 10 км к юго-западу от Ангарска.

## История
Село было административным центром сельского поселения Одинское муниципальное образование Ангарского муниципального района. Законом Иркутской области от 10 декабря 2014 года № 149-ОЗ, с 1 января 2015 года все муниципальные образования ныне упразднённого Ангарского муниципального района, в том числе и Одинское муниципальное образование, объединены в Ангарский городской округ.

## Население
| 2002 | 2010 | 2011 | 2012 |
| ---- | ---- | ---- | ---- |
| 894  | ↗917 | ↘914 | ↗945 |

Гендерный состав
По данным Всероссийской переписи, в 2010 году в селе проживало 917 человек (421 мужчина и 496 женщин).